# Onthophagus gemellatus
Onthophagus gemellatus là một loài bọ cánh cứng trong họ Bọ hung (Scarabaeidae).